# Skalnik Gracze

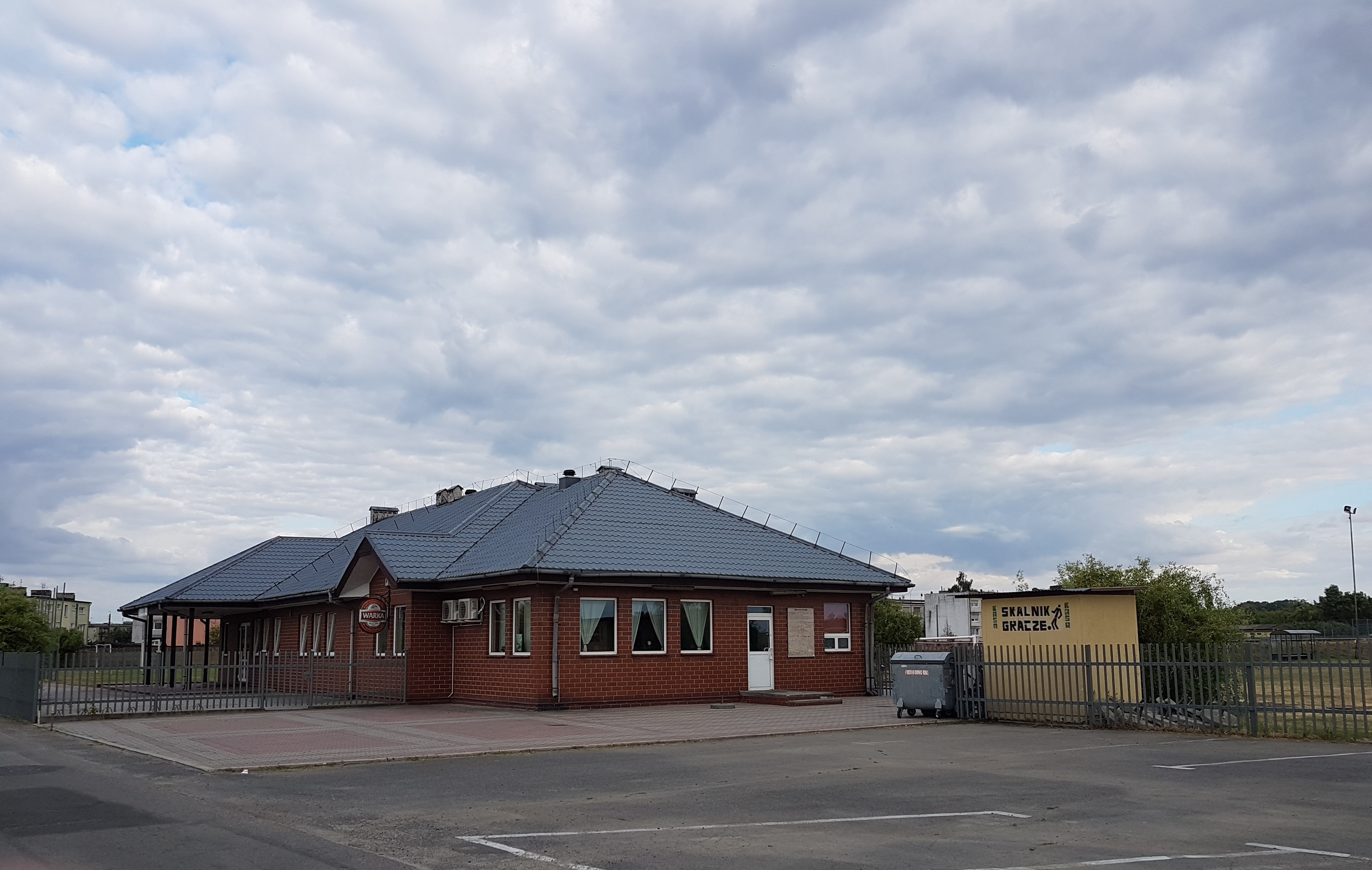
Stadion Skalnika Gracze przy ul. Sportowej 5 w Graczach

LKS „Skalnik” Gracze – polski klub piłkarski z siedzibą w Graczach, założony w 1953 roku. Aktualnie występuje w klasie okręgowej, gr. opolskiej II. Najwyższy poziom ligowy, jaki osiągnął klub, to III liga (według starej nomenklatury) oraz gra w Pucharze Polski na szczeblu centralnym. Barwy klubowe są: zielono-czarno-żółte. Najlepszym strzelcem w historii klubu jest Zygmunt Bąk, zdobywca 387 bramek, nie wliczając meczów pucharowych. Historia występów udokumentowana na oficjalnej stronie klubu oraz portalu 90minut.pl:
- 2022/2023 – IV liga, gr. opolska, 13. miejsce (spadek do klasy okręgowej po barażach)
- 2021/2022 – IV liga, gr. opolska, 15. miejsce
- 2020/2021 – IV liga, gr. opolska, 10. miejsce
- 2019/2020 – IV liga, gr. opolska, 8. miejsce
- 2018/2019 – IV liga, gr. opolska, 4. miejsce
- 2017/2018 – IV liga, gr. opolska, 11. miejsce
- 2016/2017 – IV liga, gr. opolska, 12. miejsce
- 2015/2016 – IV liga, gr. opolska, 8. miejsce
- 2014/2015 – III liga, gr. opolsko-śląska, 19. miejsce (spadek do IV ligi)
- 2013/2014 – IV liga, gr. opolska, 2. miejsce (awans do III ligi opolsko-śląskiej)
- 2012/2013 – IV liga, gr. opolska, 1. miejsce (rezygnacja z awansu)
- 2011/2012 – IV liga, gr. opolska, 5. miejsce
- 2010/2011 – III liga, gr. opolsko-śląska, 15. miejsce (spadek do IV ligi)
- 2009/2010 – III liga, gr. opolsko-śląska, 9. miejsce
- 2008/2009 – III liga, gr. opolsko-śląska, 13. miejsce
- 2007/2008 – III liga, gr. III, 15. miejsce (reforma rozgrywek po sezonie)
- 2006/2007 – III liga, gr. III, 11. miejsce
- 2005/2006 – III liga, gr. III, 9. miejsce
- 2004/2005 – IV liga, gr. opolska, 1. miejsce (awans do III ligi)
- 2003/2004 – IV liga, gr. opolska, 2. miejsce
- 2002/2003 – III liga, gr. III, 16. miejsce (spadek do IV ligi)
- 2001/2002 – IV liga, gr. opolska, 1. miejsce (awans do III ligi)
- 2000/2001 – IV liga, gr. opolska
- 1999/2000 – klasa „W” gr. 1 (awans do IV ligi)
- 1998/1999 – klasa „W”
- 1997/1998 – klasa „W”
- 1996/1997 – klasa „A” (awans do ligi wojewódzkiej)
- 1995/1996 – klasa „A”
- 1994/1995 – klasa „A”
- 1993/1994 – klasa „A”